# Laos en los Juegos Paralímpicos de Río de Janeiro 2016
Laos estuvo representado en los Juegos Paralímpicos de Río de Janeiro 2016 por un deportista masculino. El equipo paralímpico laosiano no obtuvo ninguna medalla en estos Juegos.